# Joe Beck

Joe Beck (Philadelphia, 29 juli 1945 - Woodbury, 22 juli 2008) was een Amerikaanse jazz- en fusion-gitarist.

## Carrière
Beck werkte al aan het begin van zijn carrière met verschillende muzikanten van de door de bossanova beïnvloede saxofonist Paul Winter, de flamenco-gitarist Sabicas (Rock-Encounter, 1967) en Miles Davis, bij wie hij op het nummer Circle in the Round gitaar speelde.
Beck was de muzikale leider van het ensemble van Esther Phillips en speelde bij Duke Ellington, Gil Evans en Stan Getz, maar ook bij James Brown en Paul Simon. Tijdens de jaren 1970 bereikte zijn carrière een eerste hoogtepunt. Ontevreden met de muziekbusiness trok hij zich echter volledig terug en was hij enkele jaren werkzaam als boer. Daarna was Beck een veelgevraagd studiomuzikant in New York, die zich thuis voelde in de jazz, maar zich sterk oriënteerde aan de rock en funk. Hij speelde onder andere in bands van Ray Anderson en Lew Soloff. In 1988 trok hij zich weer terug op het land, maar was vier jaar later weer actief in het jazzcircuit. In 2007 maakte hij zijn laatste Europese tournee met John Abercrombie.
Beck werkte ook met Buddy Rich, Paul Desmond, Maynard Ferguson, Woody Herman, Frank Sinatra, Ali Ryerson, Larry Coryell, Gene Ammons, Sérgio Mendes, Antônio Carlos Jobim, Jimmy Bruno, Laura Nyro, Houston Person, Roger Kellaway, Richie Havens, Joe Farrell, David Sanborn, Deborah Brown, Gábor Szabó en Gato Barbieri.

## Overlijden
Joe Beck overleed op 22 juli 2008 op 62-jarige leeftijd in een hospice in Connecticut aan de gevolgen van longkanker. In 2014 verscheen het trio-album Get Me postuum.
- Biblioteca Nacional de España: XX1574370
- Bibliothèque nationale de France: cb13891287h (data)
- Gemeinsame Normdatei: 134324307
- International Standard Name Identifier: 0000 0000 7358 4597
- Library of Congress Control Number: n83040114
- MusicBrainz: e8e98ca1-9a4f-4148-90c7-8983da9ed34a
- Nationale Bibliotheek van Israël: 987007349394405171
- Nederlandse Thesaurus van Auteursnamen: 07112991X
- SNAC: w62d32sv
- Système universitaire de documentation: 084289694
- Virtual International Authority File: 100313026
- WorldCat: E39PBJv8BvDYvkvfpB9g78BwYP